# Средняя Андриановка
Средняя Андриановка — река в Быстринском и Мильковском районах Камчатского края России. Левая составляющая реки Андриановка.
Длина реки — 19 км. Берёт исток у перевала Золотой Срединного хребта на высоте более 1085,3 м над уровнем моря. Впадает в Андриановку возле урочища Асхадач. Высота устья над уровнем моря — 474,8 м.

## Данные водного реестра
По данным государственного водного реестра России относится к Анадыро-Колымскому бассейновому округу.
Код водного объекта — 19070000112120000013161.

### Комментарии
1. ↑  Согласно государственному водному реестру, Средняя Андриановка является левым притоком Андриановки, впадающим в 70 км от устья Адриановки.